# بول ماكغاون
بول ماكغاون (بالإنجليزية: Paul McGowan) (7 أكتوبر 1987 في المملكة المتحدة - ) هو لاعب كرة قدم بريطاني في مركز الهجوم. لعب مع نادي سانت ميرين ونادي سلتيك وهاميلتون أكاديميكال ونادي دندي ونادي غرينوك مورتون.

## وصلات خارجية
- بول ماكغاون على موقع قاعدة بيانات كرة القدم.إي يو (الإنجليزية)
- بول ماكغاون على موقع Soccerbase.com (لاعب) (الإنجليزية)
- بول ماكغاون على موقع Soccerway.com (الإنجليزية)
- بول ماكغاون على موقع عالم كرة القدم.نت (الإنجليزية)